# Малая Акса
Малая Акса (чув. Кӗçӗн Аксу, Кӗçнаксу) — село в составе Нижнечекурского сельского поселения Дрожжановского района Татарстана.

## Этимология
Предположительно, село основано выходцами из села Большая Акса (в 4 км к северо-востоку от Малой Аксы), откуда оно получило такое название.
«Акса»- тюркское слово (Ак — белая, су — вода) означает «Белая вода».

## География
Село располагается в лесостепной зоне в пределах Приволжской возвышенности. Высота над уровнем моря варьируется от 170 до 230 метров. Село расположено на левом берегу речки Мердабарки, также протекает небольшой ручей Чайный. Эти водные объекты впадают в реку Мемяш, которая протекает южнее Малой Аксы.
Село располагается в непосредственной близости от административного центра сельского поселения села Нижнее Чекурское (село расположено на противоположном от Малой Аксы берегу реки Мемяш). Расстояние до районного центра Старого Дрожжаного составляет 17 км, до регионального центра Казани 230 км, до ближайшего крупного города Ульяновска 100 км, до Москвы 810 км.
| С-З | Нижний Новгород ~ 400 км        | Чебоксары ~ 193 км Йошкар-Ола ~ 272 км | Казань ~ 230 км Набережные Челны ~ 480 км | С-В |
| З   | Москва ~ 810 км                 | Роза ветров                            | Уфа ~ 680 км                              | В   |
| Ю-З | Саранск ~ 185 км Пенза ~ 292 км | Саратов ~ 500 км                       | Ульяновск ~ 100 км Самара ~ 330 км        | Ю-В |

## Климат
| Показатель                                                                | Янв. | Фев.  | Март | Апр. | Май  | Июнь | Июль | Авг. | Сен. | Окт. | Нояб. | Дек. | Год |
| ------------------------------------------------------------------------- | ---- | ----- | ---- | ---- | ---- | ---- | ---- | ---- | ---- | ---- | ----- | ---- | --- |
| Средняя температура, °C                                                   | −10  | −10,2 | −5,1 | 5,5  | 14,2 | 19   | 20,9 | 18,6 | 12,8 | 4,9  | −3,9  | −9,3 | 4,8 |
| Источник: Погода и климат. pogoda.ru.net. Дата обращения: 8 августа 2025. |      |       |      |      |      |      |      |      |      |      |       |      |     |

Умеренно континентальный климат. Код климата по классификации климатов Кёппен-Гейгера: Dfb. Среднегодовая температура — 4,8 °C.

## Транспорт
Около села проходит Автомобильная дорога регионального значения Республики Татарстан «Старое Дрожжаное — Татарские Шатрашаны» (Автодорога 16К-0761).
Имеется остановка общественного транспорта в сторону села Старое Дрожжаное.
Данная дорога является частью маршрута Усть-Урень — Бурундуки, соединяющего Малую Аксу с автодорогами федерального значения Р178 (Саранск — Сурское — Ульяновск), А151 (Цивильск — Ульяновск) и Р241 (Казань — Буинск — Ульяновск). Расстояние до автодорог федерального значения: Р178 — 50 км, А151 — 26 км, Р241 — 64 км.
Также около села проходит Автомобильная дорога регионального значения "Подъезд к с. Чекурское" (Автодорога 16К-0780), которая соединяет Малую Аксу с сёлами Верхнее Чекурское и Нижнее Чекурское.

## Население
Число жителей составляло:
| год  | число жителей, чел. |
| ---- | ------------------- |
| 1859 | 344                 |
| 1897 | 631                 |
| 1913 | 839                 |
| 1920 | 867                 |
| 1926 | 940                 |
| 1938 | 791                 |
| 1949 | 638                 |
| 1958 | 719                 |
| 1970 | 654                 |
| 1979 | 586                 |
| 1989 | 278                 |
| 2002 | 271                 |
| 2010 | 241                 |
| 2018 | 226                 |
| 2020 | 213                 |

Согласно Паспорту Нижнечекурского СП, постоянное население на 01.01.2020 составляет 213 человек.
Большую часть населения села составляют чуваши.

## История
Деревня Малая Акса предположительно была основана в 1690 году и входила в состав Городищенской волости Буинского уезда Симбирской губернии. До революции крестьяне занимались землепашеством, скотоводством и кустарным ремеслом. Многие жители занимались и сбором грибов, поблизости имеется большой лесной массив.
В 1920-х годах Малая Акса была переподчинена Татарской АССР и вошла в состав Буинского кантона.
С 10 августа 1930 года — в Дрожжановском, с 1 февраля 1963 года — в Буинском, с 30 декабря 1966 года — в Дрожжановском районах.